# کیرنی، انتاریو
کیرنی، انتاریو (به انگلیسی: Kearney, Ontario) یک منطقهٔ مسکونی در کانادا است که در انتاریو واقع شده‌است. کیرنی ۸۸۲ نفر جمعیت دارد.